# Callipsyche behrii
Callipsyche behrii är en fjärilsart som beskrevs av William Henry Edwards 1862. Callipsyche behrii ingår i släktet Callipsyche och familjen juvelvingar. Inga underarter finns listade i Catalogue of Life.